# Společenský tanec
Společenský tanec je jedním z typů tance, který se především vyznačuje sociálním charakterem, zatímco ve většině tanců se hledí především na výkon, funkce společenských tanců je především to aby se ho mohl účastnit skoro každý, v různých kulturách a náboženstvích má tanec velmi podstatnou část. Pod společenské tance taky spadají i sportovní tance, avšak pouze v jednoduchých či zjednodušených verzích.

## Tance
Příklady společenských tanců:
- Polka
- Česká beseda
- Moravská beseda
- Čardáš
- Kabuki
- Kathak
- Lví tanec
- Fandango
- Bandari
- Bhangra